# Theodor Nocken
Wilhelm Theodor Nocken (* 1830 in Düsseldorf; † 1905 ebenda) war ein deutscher Landschaftsmaler der Düsseldorfer Schule.

## Leben

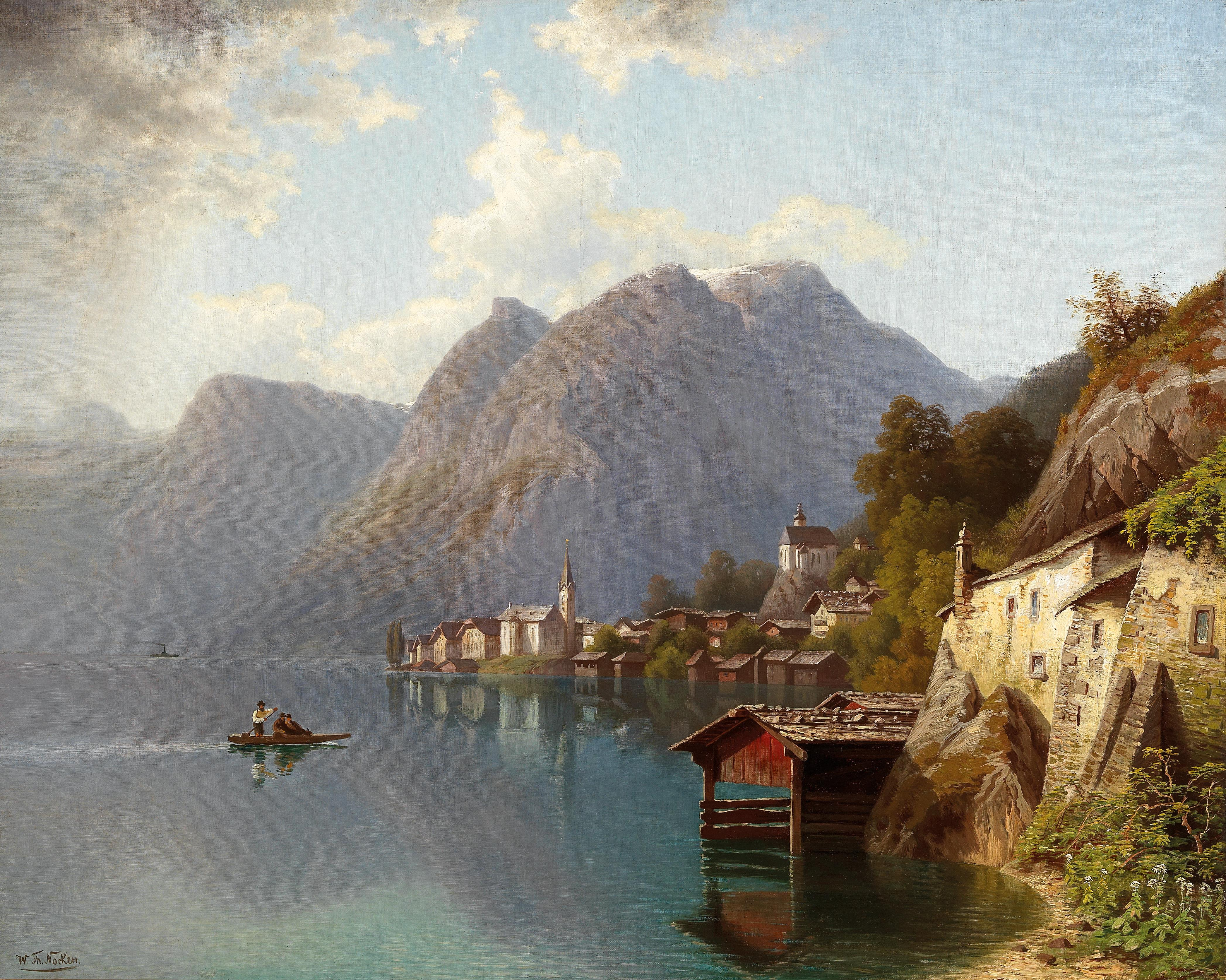
Ansicht von Hallstatt

Als zehnjähriger Anstreicher besuchte Nocken 1840 die „Sonntagsklasse der Handwerker in freier Handzeichnung“ von Joseph Keller und 1843 die „Bauklasse“ im „Sonntagsunterricht für Handwerker“ von Rudolf Wiegmann an der Kunstakademie Düsseldorf. Mit dem Berufsziel „Maler“ ging er 1844 dort die „Elementarklasse“ und von 1847 bis 1850 schließlich die „Landschafterklasse“ von Johann Wilhelm Schirmer. Im dritten Quartal des Schuljahres 1850 beendete er sein Studium, um zum Militär zu gehen.
Nocken ließ sich als Landschaftsmaler in Düsseldorf nieder. Sein bedeutendstes Sujet wurden Alpenlandschaften aus Bayern und Österreich, die er romantisierend und idyllisch schilderte. Seltener malte er Motive aus den Rheinlanden und Westfalen.